# Wilfredo Ledezma
Wilfredo José Ledezma (Valle de la Pascua, Guárico, Venezuela, 21 de enero de 1981) es un beisbolista profesional venezolano que juega en la posición de lanzador. Debutó en la MLB el 2 de abril de 2003 con el equipo Detroit Tigers realizando un gran relevo a la altura del quinto inning, lanzando dos innings completos sin recibir hits ni carreras; no obstante su equipo cayó derrotado 8-1 frente a los Minnesota Twins guiados por su legendario compatriota Johan Santana. En la Liga Venezolana de Béisbol Profesional juega para el equipo Tigres de Aragua.
Ledezma fue firmado por la organización Boston Red Sox como agente libre en abril de 1998, siendo canjeado a la organización Detroit Tigers en diciembre de 2002. En junio de 2007 pasó a Atlanta Braves, de la Liga Nacional, donde permaneció un mes hasta ser cambiado nuevamente a San Diego Padres, con quienes jugó hasta agosto de 2008. Luego de lanzar 9 juegos con el equipo mayor, pasó a categoría AAA, desde donde fue canjeado a Arizona Diamondbacks, con cuyo equipo mayor jugó en 3 ocasiones hasta ser declarado agente libre en diciembre de 2008. Ese mes, firmó un contrato para jugar en AAA con la organización Washington Nationals en 2009 y finalmente fue subido al equipo mayor, donde lanzó en cinco encuentros para dejar una efectividad de 9.53 con 8 ponches.
Es dejado en libertad el 6 de julio y un mes más tarde es firmado por la sucursal AA de Toronto Blue Jays, donde estuvo hasta octubre de 2009, cuando es dejado nuevamente libre. En noviembre de ese año firma con la organización Pittsburgh Pirates y juega en las sucursales AA y AAA hasta el 28 de julio de 2010, cuando es llamado al equipo mayor de Pirates, lanzando por espacio de 1 inning y un tercio, con un ponche y sin permitir hits ni carreras.
En diciembre de 2010 es puesto en el draft de sustituciones y en enero de 2011, la organización Blue Jays vuelve a firmarlo, en lo que significa su regreso a la Liga Americana. 
Su extraordinaria actuación en la sucursal AAA de Toronto le valió el llamado a integrar el equipo mayor el 23 de julio de 2011. Ledezma se convirtió así en el séptimo jugador venezolano en vestir al menos siete uniformes diferentes en la Major League Baseball.
 En septiembre de 2011 es dejado libre y en diciembre de ese año firma con la organización Los Angeles Dodgers en calidad de invitado a los entrenamientos primaverales de 2012.
En Venezuela inició su carrera con los Navegantes del Magallanes, equipo al cual perteneció hasta el año 2005 cuando fue traspasado por la vía de un cambio junto con el receptor Alvin Colina a los Leones del Caracas por el utility Tomás Pérez. En 2007 pasa a Pastora de Los Llanos (que luego pasaría a ser Bravos de Margarita) junto con William Bergolla y Felipe Paulino en un nuevo cambio, esta vez por Alex Cabrera. Finalmente, en 2009 es dejado en libertad por los insulares y firmado por los Tigres de Aragua.